# Temporada 1994-1995 del RCD Espanyol
Dades de la Temporada 1994-1995 del RCD Espanyol.

## Fets Destacats
- 23 de juliol de 1994: Amistós: CS Chênois 1 - Espanyol 3[4]
- 31 de juliol de 1994: Gira per Itàlia: FC Bologna 1 - Espanyol 2[5]
- 3 d'agost de 1994: Gira per Itàlia: AS Livorno 0 - Espanyol 2[6]
- 7 d'agost de 1994: Gira per Itàlia: Perugia Calcio 1 - Espanyol 1[7]
- 13 d'agost de 1994: Gira per Itàlia: US Palermo 1 - Espanyol 1[8]
- 20 d'agost de 1994: Torneig Ciutat de Barcelona: Espanyol 0 - AC Milan 3[9]
- 11 de setembre de 1994: Lliga: Real Valladolid 0 - Espanyol 4[10]
- 30 d'octubre de 1994: Lliga: Espanyol 5 - Albacete Balompié 1[11]
- 6 de novembre de 1994: Lliga: Athletic Club 1 - Espanyol 3[12]
- 3 de juny de 1995: Lliga: Espanyol 5 - València CF 0[13]
- 20 de juny de 1995: Copa Catalunya: Espanyol 3 - Palamós CF 1[14]

## Resultats i Classificació
- Lliga d'Espanya: Sisena posició amb 43 punts (38 partits, 14 victòries, 15 empats, 9 derrotes, 51 gols a favor i 35 en contra).
- Copa d'Espanya: Eliminat a la tercera ronda pel Palamós CF.
- Copa Catalunya:  Campió. L'Espanyol derrotà el Gimnàstic de Tarragona a quarts de final, la UE Figueres a semifinals i el Palamós CF a la final (3-1).

## Plantilla
| P   | Jugador             | Lliga | Lliga | Copa d'Espanya | Copa d'Espanya |
| P   | Jugador             | PJ    | G     | PJ             | G              |
| --- | ------------------- | ----- | ----- | -------------- | -------------- |
| POR | Toni Jiménez        | 38    | -35   | -              | -              |
| POR | Raül Arribas        | -     | -     | 2              | -6             |
| POR | Antonio Morales     | -     | -     | -              | -              |
| DEF | Torres Mestre       | 37    | -     | 1              | -              |
| DEF | Sebastià Herrera    | 36    | -     | 1              | -              |
| DEF | Mendiondo           | 35    | -     | -              | -              |
| DEF | Mauricio Pochettino | 34    | -     | 1              | -              |
| DEF | Jaime Molina        | 12    | -     | 2              | -              |
| DEF | Dmitri Kuznetsov    | 5     | -     | -              | -              |
| DEF | Miguel Hernández    | 1     | -     | 2              | -              |
| DEF | José Luis Gallardo  | -     | -     | -              | -              |
| MIG | Arteaga             | 38    | 6     | 1              | -              |
| MIG | Roberto Fresnedoso  | 36    | 5     | 2              | -              |
| MIG | Francisco           | 35    | 7     | -              | -              |
| MIG | Branko Brnović      | 35    | 2     | 1              | -              |
| MIG | Pacheta             | 16    | 2     | -              | -              |
| MIG | Luis Cembranos      | 12    | -     | 1              | -              |
| MIG | José Mari           | 8     | 1     | 2              | -              |
| MIG | Jaume Garcia        | 5     | -     | 2              | -              |
| MIG | Enrique Ayúcar      | 4     | 1     | 2              | -              |
| DAV | Jordi Lardín        | 38    | 12    | 2              | -              |
| DAV | Florin Raducioiu    | 30    | 9     | 2              | 2              |
| DAV | Lluís Gonzàlez      | 21    | 4     | 1              | -              |
| DAV | Velko Iotov         | 16    | 1     | 1              | 1              |
| DAV | Gregorio Fonseca    | 2     | -     | -              | -              |